# Neoclytus scutellaris
Neoclytus scutellaris là một loài bọ cánh cứng trong họ Cerambycidae.

## Hình ảnh

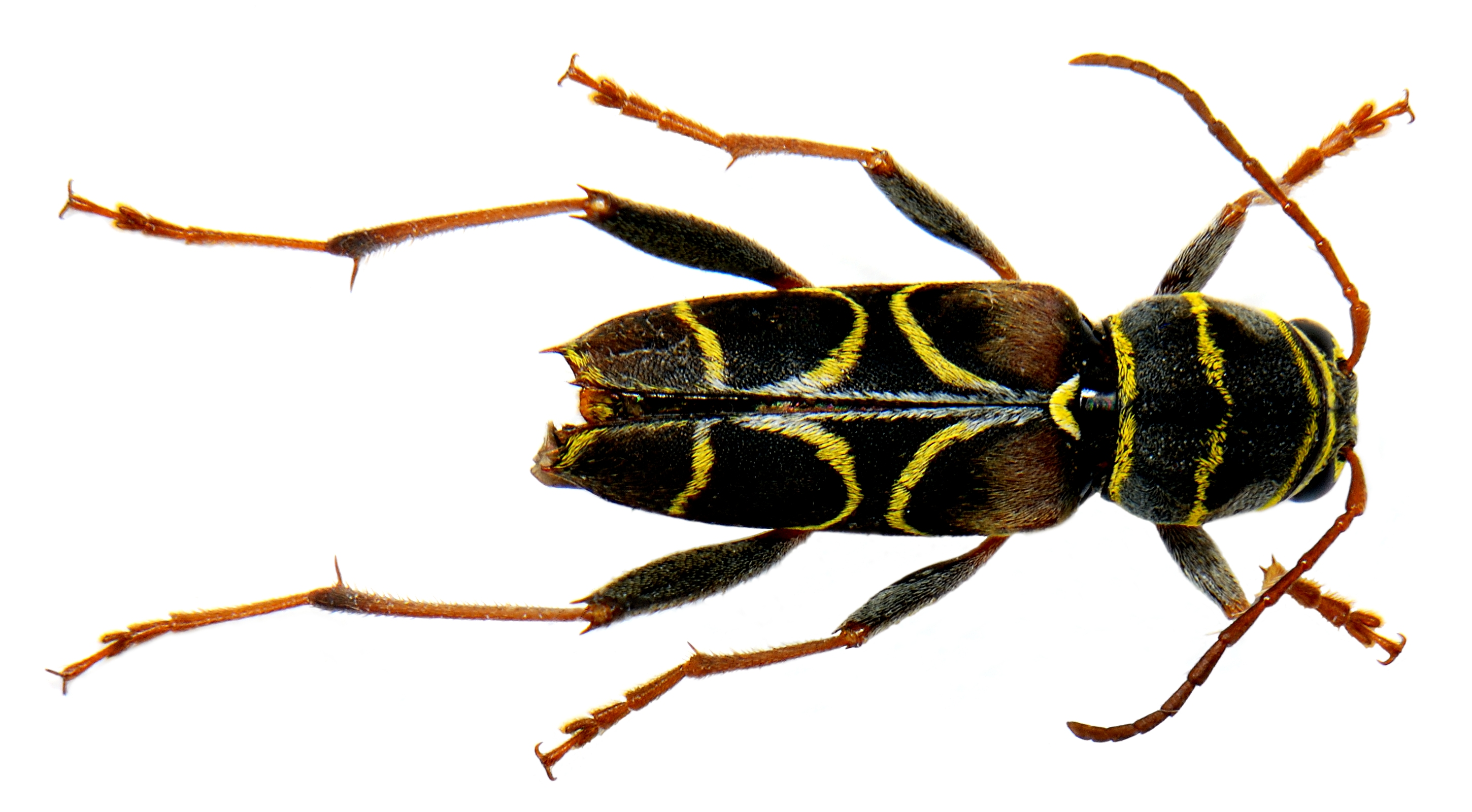